# Miasteczko Śląskie Huta
Miasteczko Śląskie Huta – dawny przystanek kolei wąskotorowej w Miasteczku Śląskim.
W pobliżu przystanku znajduje się Huta Cynku Miasteczko Śląskie.